# قدیر رستمف
قدیر چَرکَز اُغلو رستم‌اُف، (به ترکی آذربایجانی: Qədir Çərkəz oğlu Rüstəmov) (متولد ۱۹۳۵، آق‌دام-وفات ۱۴ اکتبر ۲۰۱۱- استانبول، ترکیه) بازیگر، خواننده، اجراکننده موسیقی مقامی اهل جمهوری آذربایجان، از خوانندگان نام‌آشنای مدرسه قره‌باغ است.

## زندگی
قدیر رستم‌اف در سال ۱۹۳۵ در آقدام جمهوری آذربایجان به دنیا آمد و در همان شهر رشد کرد. تحصیلات اولیه را در مدرسه موسیقی دولتی آذربایجان در کلاس حاجی‌بابا حسین‌اف به پایان برد، سپس تحصیلات خود را در آقدام ادامه داد. قدیر با صدای جذاب و سبک مخصوص به خود به خواننده‌ای مشهور در میان مردم تبدیل شد و در سال ۱۹۹۳ جایزه هنرمند محبوب سال، به او اهدا شد. چند مقام در دستگاه راست و چهارگاه از او ضبط و در رادیو پخش شد. سونا بولبولر از ترانه‌های مشهور قدیر رستم‌اف است.
قدیر رستم‌اف سرانجام پس از سپری کردن دو ماه کما در ۴ اکتبر ۲۰۱۱ در بیمارستانی در استانبول درگذشت.

## فیلم‌شناسی
- ۱۹۸۱ اوزئیر عمرو[۵]
- ۱۹۹۳ به دنبال قدیر
- ۲۰۰۱ قدیر رستم‌اف
- ۲۰۰۶ معمار
- ۲۰۰۷ این صدای قدیر است
- ۲۰۰۹ جایی که موسیقی مقامات زنده است